# Jan III (cesarz Etiopii)
Jan III – cesarz Etiopii. 
Został wprowadzony na tron 1841 przez  namiestnika Gonderu, rasa Alego Małego. Podczas walk między Alim a władcą Tigraju, dedżazmaczem Uybie poparł tego ostatniego. Pozbawiony korony w 1842. W 1847 został uwięziony wraz z małżonką przez dążącego do zdobycia pełnej władzy w kraju Kassę Hailu.